# 赵北口镇
赵北口镇，是中华人民共和国河北省保定市安新县下辖的一个乡镇级行政单位。

## 行政区划
赵北口镇下辖以下地区：
北街村、东街村、南街村、西街村、何庄子村、杨庄子村、王庄子村、季庄子村、孙庄子村、赵庄子村、刘庄子村、李庄子村和下张庄村。